# 青籬竹斑蚜
青籬竹斑蚜（学名：Cranaphis arundinariae）为斑蚜科峻竹斑蚜屬下的一个种。